# レオポルト (バイエルン公)
レオポルト4世（Leopold IV., 1108年頃 - 1141年10月18日）は、バーベンベルク家のオーストリア辺境伯（在位：1136年 - 1141年）及びバイエルン公（在位：1139年 - 1141年）。オーストリア辺境伯としてはレオポルト4世。オーストリア辺境伯レオポルト3世と神聖ローマ皇帝ハインリヒ4世の娘アグネスの次男。最初のオーストリア公ハインリヒ2世の弟。シュヴァーベン大公フリードリヒ2世とローマ王コンラート3世の異父弟にあたる。

## 生涯
バイエルンはザクセン公でもあったハインリヒ傲岸公が領有していたが、コンラート3世に警戒されて領土を没収、バイエルンはレオポルト4世に、ザクセンはバレンシュテット伯アルブレヒト熊公に与えられた。しかし、1141年に急死、オーストリアとバイエルンは兄のハインリヒ2世が受け継いだ。
1138年にボヘミア公ソビェスラフ1世の娘マリアと結婚したが、子は無かった。
遺体はハイリゲンクロイツ修道院の集会室に埋葬されている。

## 脚注

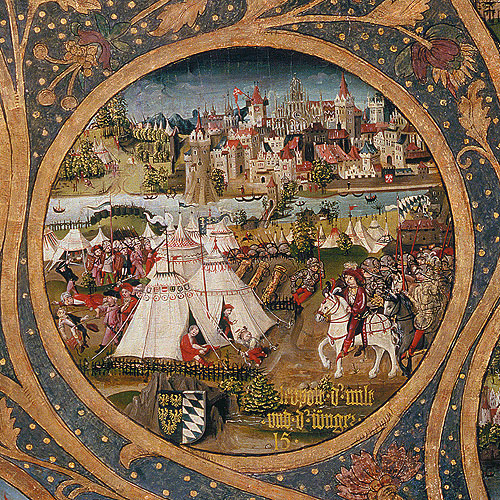
レーゲンスブルク包囲戦のレオポルト
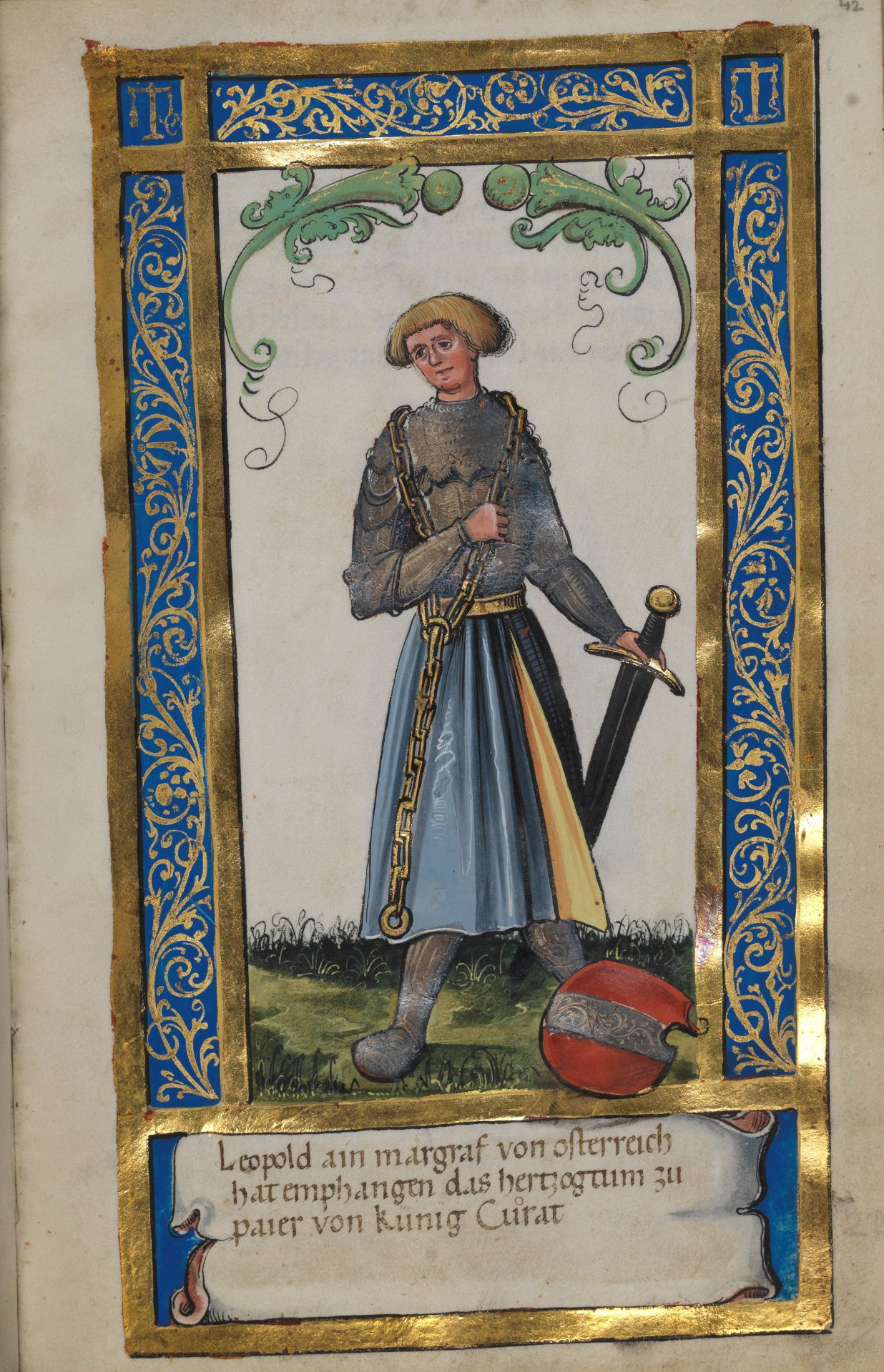
レオポルト4世